# إيوان ريون
إيوان رايون (بالإنجليزية: Iwan Rheon)‏ (ولد في 13 مايو 1985) ممثل ومغني وموسيقي ويلزي عرف عن دور رمزي بولتون في صراع العروش.

## روابط خارجية
- Official website
- إيوان ريون على موقع IMDb (الإنجليزية)
- إيوان ريون على موقع روتن توميتوز (الإنجليزية)
- إيوان ريون على موقع ألو سيني (الفرنسية)
- إيوان ريون على موقع ميوزك برينز (الإنجليزية)
- إيوان ريون على موقع تيرنر كلاسيك موفيز (الإنجليزية)
- إيوان ريون على موقع أول موفي (الإنجليزية)
- إيوان ريون على موقع ديسكوغز (الإنجليزية)
- إيوان ريون على موقع قاعدة بيانات الفيلم (الإنجليزية)
- إيوان ريون على موقع كينوبويسك (الروسية)